# Mars 1845

## Événements
- 3 mars : la Floride devient le vingt-septième État de l'Union américaine[1].

- 4 mars : début de la présidence démocrate de James K. Polk aux États-Unis (fin en 1849).

- 10 mars : par décret, le gouvernement espagnol confère à Victor Hugo l'ordre de Charles III.

- 11 mars
  - Flagstaff War : soulèvement māori contre les Britanniques en réaction à la politique de colonisation. Les Māori incendient la ville de Kororareka.
  - France : installation du Conseil des Prud'hommes au Palais de Justice.

- 15 mars : le duc de Broglie arrive à Londres pour négocier le traité sur le droit de visite.

- 18 mars : convention de Lalla-Marnia, qui délimite la frontière algéro-marocaine.

- 19 mars : début du règne de Amadou Sékou, fils de Sékou Amadou, roi du Macina (fin en 1852). Il règne sur un pays pacifié et prospère, vivant en bonne intelligence avec ses voisins.

## Naissances
- 3 mars : Georg Cantor (mort en 1918), mathématicien allemand, créateur de la théorie des ensembles.
- 9 mars : Wilhelm Friedrich Philipp Pfeffer (mort en 1920), botaniste allemand.
- 10 mars : Alexandre III, empereur de Russie († 1894).
- 13 mars : Jan Niecisław Baudouin de Courtenay, linguiste polonais († 3 novembre 1929).
- 18 mars : Henry Hoʻolulu Pitman, militaire américain († 27 février 1863).
- 27 mars : Wilhelm Röntgen (mort en 1923), physicien allemand, prix Nobel de physique en 1901.

## Décès
- 13 mars : John Frederic Daniell (né en 1790), chimiste et physicien britannique.
- 25 mars : Pierre Foucher (né en 1772).
- 27 mars : Pierre Henry Schneit (né en 1770), colonel de chasseurs et baron d'Empire.
- 30 mars : Alexandre Soumet.